# Fréderique Robert
Fréderique Robert, né le 25 janvier 1989 à Mol, est un coureur cycliste belge.

## Biographie

### Jeunesse et carrière amateur
En fin d'année 2005, Frédérique Robert, membre du Balen BC (province d'Anvers), reçoit le Trophée Flandrien du journal Het Nieuwsblad, récompensant le meilleur coureur belge en catégorie débutants.
Il passe ensuite en catégorie juniors. Sur piste, il est en 2006 est champion de Belgique de vitesse et de l'américaine, avec pour coéquipier Stijn Steels, et, en 2007, champion de Belgique de vitesse, de l'américaine, de vitesse par équipes et de keirin. Sur route, il gagne en 2006 une étape du Tour de Basse-Saxe juniors, course du calendrier international junior, et se classe deuxième de la Coupe de Belgique, tandis que son club remporte le classement par équipes de cette compétition. En 2007, il gagne le Trophée des Ardennes flamandes, deux manches de la Coupe de Belgique (Remouchamps-Ferrières-Remouchamps et à Alost). Sélectionné en équipe de Belgique, il se classe 27e du championnat du monde sur route juniors.
En 2008, Frédérique Robert rejoint l'équipe PWS Eijssen et court dans la catégorie des moins de 23 ans. Il gagne au sprint une étape du Triptyque des Monts et Châteaux, la Flèche de Gooik. En 2009, il s'impose lors de Bruxelles-Opwijk, la Flèche de Campine du Sud, et une étape du Triptyque ardennais. Il est engagé une première fois comme stagiaire au sein de l'équipe professionnelle Quick Step. Avec celle-ci, il se classe quatrième du Circuit du Houtland et sixième du Prix national de clôture. En 2010, il gagne une étape du Triptyque des Monts et Châteaux et la Course des chats. Avec l'équipe de Belgique, il est onzième du championnat d'Europe sur route espoirs. Il est à nouveau stagiaire chez Quick Step en fin d'année.

### Carrière professionnelle

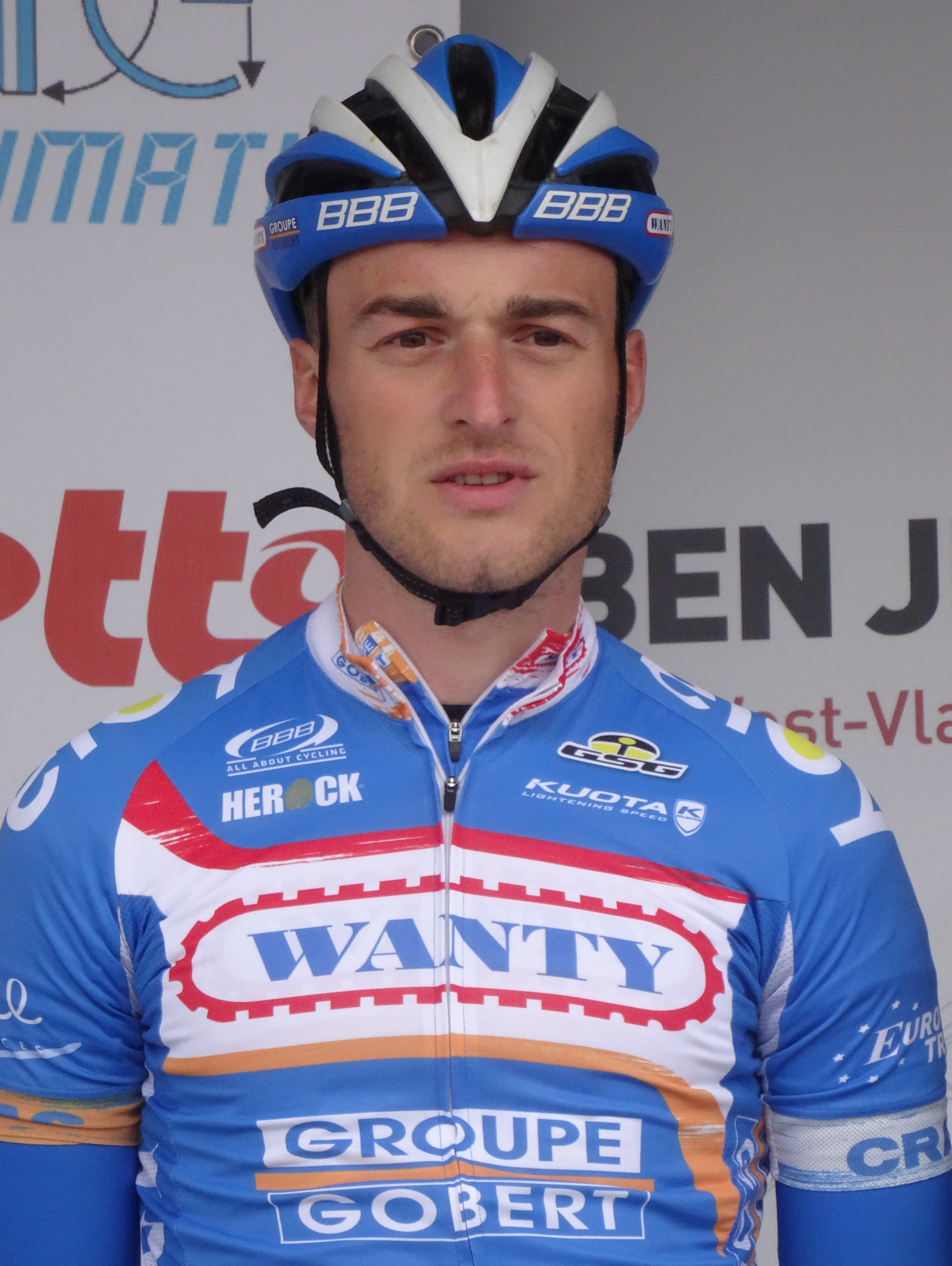
Fréderique Robert lors du Circuit du Houtland 2014 à Lichtervelde.

Fréderique Robert devient professionnel en 2011 au sein de l'équipe Quick Step. Il passe près d'une victoire lors de sa première compétition avec cette équipe, terminant deuxième et troisième d'étapes de la Tropicale Amissa Bongo, au Gabon. Durant la suite de la saison, il se classe notamment septième de la Handzame Classic, neuvième du Grand Prix de l'Escaut et huitième du Prix national de clôture.
En 2012, Frédérique Robert rejoint la nouvelle équipe Lotto-Belisol. Ses meilleurs résultats durant cette saison sont des septièmes places lors de À travers Drenthe et à la Dutch Food Valley Classic. Il considère cette saison comme sa « première année en tant que pro » : « les années précédentes, je n’ai pas pu vivre comme un vrai pro en raison de mes études, et j’ai donc trouvé cette année très instructive ». Il prolonge d'un an son contrat avec l'équipe. En janvier 2013, il gagne deux étapes de la Tropicale Amissa Bongo, ses premières victoires en tant que coureur professionnel. Il récidive l'année suivante lors de l'édition 2014.
Fin 2015 il signe un contrat avec l'équipe continentale Crelan-Vastgoedservice.

## Palmarès sur route

### Palmarès amateur
| - 2005 - Champion de Belgique sur route cadets deuxième année - Médaillé de bronze du critérium au Festival olympique de la jeunesse européenne - 2006 - 3e étape du Tour de Basse-Saxe juniors - 2007 - 3e étape de la Ster van Zuid-Limburg - Trophée des Ardennes flamandes : - Classement général - 1re et 3e étapes - Remouchamps-Ferrières-Remouchamps - 2e étape du Sint-Martinusprijs Kontich - 2e étape du Po Stajerski | - 2008 - 2eb étape du Triptyque des Monts et Châteaux - Flèche de Gooik - 3e de Bruxelles-Zepperen - 2009 - Bruxelles-Opwijk - Zuidkempense Pijl - 1re étape du Triptyque ardennais - 2010 - 1re étape du Triptyque des Monts et Châteaux - Course des chats - Coupe Egide Schoeters - 2e de la Zuidkempense Pijl |

### Palmarès professionnel
| - 2012 - 2e du Grand Prix Raf Jonckheere - 2013 - 1re et 5e étapes de la Tropicale Amissa Bongo | - 2014 - 6e et 7e étapes de la Tropicale Amissa Bongo - 2e du Grand Prix Marcel Kint |

### Classements mondiaux
| Année           | 2008 | 2009 | 2010 | 2011 | 2012 | 2013 | 2014 |
| --------------- | ---- | ---- | ---- | ---- | ---- | ---- | ---- |
| UCI World Tour  |      |      |      | nc   | nc   | nc   |      |
| UCI Africa Tour |      |      |      |      |      |      | 67e  |
| UCI Europe Tour | 974e | 358e | 616e |      |      |      | 924e |

## Palmarès sur piste

### Championnats de Belgique
- 2004
  - 2e du championnat de Belgique de vitesse par équipes débutants
  - 2e du championnat de Belgique de vitesse débutants
- 2005
  - 2e du championnat de Belgique de l'omnium débutants
- 2006
  -  Champion de Belgique de l'américaine juniors (avec Stijn Steels)
  -  Champion de Belgique de vitesse juniors
  - 2e du championnat de Belgique du keirin juniors
  - 2e du championnat de Belgique de course aux points juniors
- 2007
  -  Champion de Belgique de l'américaine juniors (avec Stijn Steels)
  -  Champion de Belgique de vitesse juniors
  -  Champion de Belgique de vitesse par équipes juniors (avec Stijn Steels et Timothy Stevens)
  -  Champion de Belgique du keirin juniors
  - 2e du championnat de Belgique de l'omnium juniors
  - 2e du championnat de Belgique de course aux points juniors
  - 2e du championnat de Belgique du scratch juniors